# Me'phaa
El me̱ꞌpha̱a̱ o tlapaneca (castellà) és una llengua otomang que es parla en el centre i sud de l'estat de Guerrero, a Mèxic. La seva població lingüística s'apropa als cent mil parlants. Per molt temps va romandre com una llengua sense classificar. Més tard, va ser relacionada amb el subtiaba (actualment extint), i després va ser lligada definitivament al grup otomang, del qual forma un subgrup separat en companyia del subtiaba. Els tlapaneques anomenen al seu propi idioma me̱ꞌpha̱a̱.
Encara que és originari de Guerrero, recentment una comunitat important de parlants de tlapaneca s'ha assentat a Chinameca, en l'estat de Morelos, al nord de Guerrero. La varietat azoyuteca constitueix l'únic cas de l'ocupació del cas pegatiu.

## Nombres en me̱ꞌpha̱a̱ (Xkwà Ixè Rìdìí)

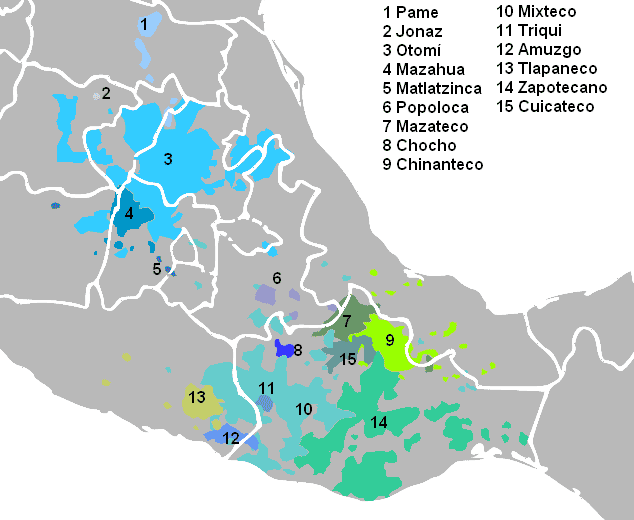
Distribució geogràfica de les llengües otomang, el tlapaneca és el número 12

1. mbá
2. àjmà
3. atsú
4. akhò
5. witsu
6. majun
7. jwan
8. mijna-gùwàꞋ
9. gùwàꞋ

## Varietats
Ethnologue informa de quatre llengües diferents dins del grup:
- Tlapaneca d'Acatepec [tpx] (dialectes acatepec, huitzapula, nanzintla, teocuitlapa, zapotitlán tablas)
- Tlapaneca d'Azoyú [tpc]
- Tlapaneca de Malinaltepec [tcf] (dialectes huehuetepec/zilacayotitlán)
- Tlapaneca de Tlacoapa [tpl] (dialectes tlacoapa proper, tenamazapa)

Altres fonts d'informació, incloent-hi els parlants nadius i l'Instituto Nacional de Lenguas Indígenas del govern de Mèxic, identifiquen vuit o nou varietats, de les quals tenen estatut oficial acatepec, azoyú, malinaltepec, tlacoapa, nancintla, teocuitlapa, zapotitlán tablas (amb huitzapula sovint considerat diferent) i zilacayotitlán. Aquesta quantifica la mútua intel·ligibilitat del 50% entre el malinaltepec i el tlacoapa, encara que l'acatepec té un 80% d'intel·ligibilitat amb ambdues.

## To
En tlapaneca tots els tons sobre vocals breus són de nivell; els tons de contorn només poden aparèixer en les vocals llargues, la qual cosa suggereix una anàlisi fonològica d'aquestes vocals en què aquestes siguin la unió de dues vocals breus. Un fet interessant és que els préstecs de l'espanyol en el tlapaneca sempre tenen to alt en la vocal tònica:
comida > ko¹mi3da¹
Luis > lu¹ĩ3, ...
Com pot veure's en aquests préstecs lèxics, totes les síl·labes àtones van en to baix, excepte la tònica que pren el to alt (això indica com senten els parlants de llengües tonals a les llengües no-tonals amb accent d'intensitat).
En tlapaneca una oclusiva que segueix a una vocal glotalitzada ha de ser aspirada si ambdues estan en la mateixa paraula.

## Ús als mitjans
S'estan fent programes de ràdio en tlapaneca a l'emissora de ràdio XEZV-AM, que emet des de Tlapa de Comonfort, a l'estat de Guerrero, dependent de la CDI.